# Ambończycy
Ambończycy (indonez. orang Ambon) – grupa etniczna zamieszkująca południową część archipelagu Moluków we wschodniej Indonezji.
Stanowią grupę przejściową między ludami malajskimi a ludami papuaskimi. Posługują się różnymi językami z rodziny austronezyjskiej oraz językiem malajskim ambońskim. Wyznają protestantyzm, a w mniejszym zakresie także katolicyzm, islam bądź animizm.
Stosunkowo wcześnie znaleźli się pod wpływem Holendrów i dotarło do nich chrześcijaństwo, a jeszcze wcześniej zostali poddani wpływom islamu. Doszło do zaniku rodzimych języków wyspy. Na terenach wiejskich ludność chrześcijańska w większości porzuciła własne języki na rzecz malajskiego ambońskiego, natomiast grupy muzułmańskie w większym stopniu zachowują języki lokalne. Do rodzimych języków wyspy Ambon i okolic należą: asilulu, hitu, haruku, laha, larike-wakasihu, nusa laut, saparua, seit-kaitetu, tulehu. W nowszych czasach również wśród muzułmańskich Ambończyków wzrosło użycie malajskiego w roli języka ojczystego.
Wyspy Moluki w 2002 r. zamieszkiwało ok. 1,34 mln Ambończyków, a miasto Ambon w 2007 r. liczyło ok. 260 tys. mieszkańców. Są oni główną ludnością wyspy Ambon. Po latach 50. XX wieku znaczna część ludności była zmuszona opuścić Moluki. Ponad 50 tys. Ambończyków zamieszkuje Holandię.